# Francesco Zugno
Francesco Zugno, né vers 1709 à Venise où il est mort en 1787, est un peintre italien du XVIIIe siècle.

« Son tempérament le porte à la mélancolie et à mener une vie très retirée »

— Pierre Jean Mariette, « Zugno Francesco », in Abecedario, 1771.

## Biographie
Francesco Zugno est né à Venise probablement en 1709 et y mourut en 1787. Les Zugno sont une très vieille famille vénitienne dont on retrouve le nom au cours des siècles comptant d'ailleurs plusieurs peintres, comme Giambattista Zugno qui au XVe siècle décora, semble-t-il de fresques, le nouveau Palais des Doges. La branche besciane des Zugno donna aussi un Francesco Zugno (1574-1621), homonyme et parfois confondu avec l'artiste qui nous concerne.
Peintre à succès durant sa carrière, enseignant reconnu à l'Académie de Peinture et Sculpture de Venise, on connaît très peu d'éléments sur sa vie et sa personnalité. De même pour sa vie intime, si ce n'est que Zugno s'est certainement marié vers 1742, au moment de la réalisation des fresques de l'église de Fratta Polesine (près de Rovigo). De son caractère, le peintre vénitien Alessandro Longhi précise qu'il était enclin à la mélancolie et qu'il était solitaire.
Il entra à l'atelier de Giambattista Tiepolo certainement en 1730, sur les conseils de son père Faustin Zugno, mais il avait déjà un solide apprentissage de la peinture. Il fut ainsi d'abord disciple puis collaborateur de Tiepolo dans la réalisations d'œuvres picturales entre 1730 et 1737, date à laquelle Zugno reçoit sa première commande indépendante, les tableaux de l'église du monastère de San Lazzaro degli Armeni à Venise.
À la fin de sa longue carrière, il fut nommé maestro en septembre 1776 par l'Académie de Venise. Mais en octobre, « Zugno ne peut plus enseigner à cause des indispositions de son état. » En effet, Zugno souffrait d'une infection tuberculeuse qui finit par l'emporter à l'âge de soixante-dix neuf ans, le 13 janvier 1787, dans sa maison vénitienne située Calle della Rosa dans le quartier San Cassiano. Il fut enterré le lendemain dans le cimetière de la paroisse.

## Œuvres
Francesco Zugno est un peintre de la période rococo. Il a réalisé de nombreuses fresques (plafonds et murs) et des décors de quadratura dans la région de Venise mais aussi dans le Frioul et dans la région de Brescia. À son actif également des tableaux (huiles sur toile) et des dessins conservés dans des musées et des collections particulières du monde entier. Il a été influencé par Giovanni Battista Tiepolo et Sebastiano Ricci dans sa jeunesse, puis évolue dans la dernière partie de sa vie vers un style proche du néoclassicisme.
Il collabora pour la réalisation des petits personnages dans des tableaux communs avec le peintre d'architecture Francesco Battaglioli.
Giovanni Scajario (1726-1792) est un de ses suiveurs, particulièrement dans le rendu des figures.

### Œuvres de «jeunesse» de Francesco Zugno (1737-1746)
- médaillons à fresque en camaïeu du plafond de l'Eglise Santa Maria del Rosario o dei Gesuati de Venise (été 1737-1739).
- fresques et tableaux du monastère de San Lazzaro degli Armeni à Venise[9].
- Minerve dans la bibliothèque, dessin à la mine de plomb, Musée des Beaux-Arts de Budapest, n° inventaire : 58.296.K[10].
- Sainte Cécile, huile sur toile, 1742, musée Pouchkine de Moscou.
- Saint Thomas d'Aquin, huile sur toile, musée des Beaux-Arts de Troyes.
- fresques de l'église de Fratta Polesine (près de Rovigo)[11]

### Œuvres de la «maturité» de son style (1747-1765)
- Benoît XI devant l'Apothéose du saint Nom de la Vierge, huile sur toile, 1747, musée civique de Trévise.
- Allégorie du Bon Conseil, huile sur toile, musée des beaux-arts de Strasbourg, inv. no 286.
- Plafond allégorique, fresque, vers 1747-1750, palais Pisani (quartier de Santo Stefano, à Venise).
- collaboration de Zugno pour le Débarquement et banquet de Cléopâtre, fresques, sous la direction de Giambattista Tiepolo, du palais Labia de Venise.
- Sainte Famille et saint Vincent de Paul, huile sur toile, 1751, église de Pocenia (près d'Udine).
- Les Âmes du Purgatoire, huile sur toile, 1751, duomo de San Vito al Tagliamento (près d'Udine).
- Apparition de la Vierge à saint Jean-Baptiste, huile sur toile, 1751 (?), musée archéologique de Cividale (près d'Udine).
- Débarquement, banquet et mort de Cléopâtre, fresques, 1754, villa Soderini (auj. Berti) à Nervesa della Battaglia (près de Trévise), œuvres détruites en 1917, il reste quelques fragments.
- Le débarquement de Marc-Antoine et de Cléopâtre, huile sur toile, années 1760, High Museum of Art, Atlanta.
- Débarquement de Marc-Antoine et Cléopâtre, huile sur toile, Stadtische Gemaldegalerie de Wiesbaden. En association avec Francesco Battaglioli.
- Mort de Cléopâtre, huile sur toile, collection particulière à Genève.
- Christ devant Pilate, Mise au Tombeau, huiles sur toile, 1755, stations I et XIV de la Via Crucis de l'église Santa Maria del Giglio ou Zobenigo de Venise.
- Moïse sauvé des eaux, 1740, huile sur toile de 53,7 × 80,7 cm, National Gallery, Londres.
- La Continence de Scipion, v. 1750, Museu de Arte de São Paulo, São Paulo.
- Apothéose de San Zeno, huile sur toile de 29,3 × 55 cm, Fitzwilliam Museum, Université de Cambridge, Royaume-Uni.
- Sainte Famille et saint Jean Baptiste, huile sur toile de 118 × 68 cm, Ca' Rezzonico, Salle de l'allégorie nuptiale, Venise
- Sainte Cécile, v. 1742, huile sur toile de 54 × 28,5 cm, Ca' Rezzonico, Museo del Settecento Veneziano, Salle 10, Venise
- Fresques murales, palazzo Capodilista, Padoue.
- Gloire de sainte Marguerite, retable (attribué par Sesler), chapelle Oratorio di S. Margherita di Antiochia, Padoue.
- Portrait du procurateur Daniele IV Dolfin, huile sur toile, 233 × 160 cm, pinacothèque de la fondation Querini-Stampalia de Venise.
- Portrait du patriarche F.M.Giovanelli, huile sur toile, 38 × 32 cm, pinacothèque du Séminaire Patriarcal de Venise.
- Le Christ guérissant les Dix lépreux et la Guérison du Paralytique(?), deux huiles sur toile, 300 × 170 cm, église Santa Maria degli Angeli de Murano (près de Venise).
- cycle décoratif de l'église Saint-Maurice de Venise (sacristie), vers 1761.
- Le Temps dévoilant la Vérité, et Amour et Psyché, huiles sur toile, ovales de plafond, palais Chinois à Oranienbaum (Lomonossov), près de Saint-Pétersbourg (Russie).
- ensemble important de fresques du palais Baglioni (quartier de San Cassiano à Venise).
- Iphigénie conduite au temple et Le sacrifice d'Iphigénie, huiles sur toile, 59 × 45 cm, Staatsgalerie d'Augsbourg.
- ensemble de fresques (plafonds et murs) du palais Trento-Papafava de Padoue (1764-1765)
- Apollon et Daphné et Pan et Syrinx, vers 1762-63, huiles sur toile, 132 × 87 cm, médaillons ovales, musées civiques de Padoue.
- La Présentation des Gracques et La Magnanimité de Scipion, huiles sur toile, 250 × 258 cm, palais Labia de Venise, 1765.

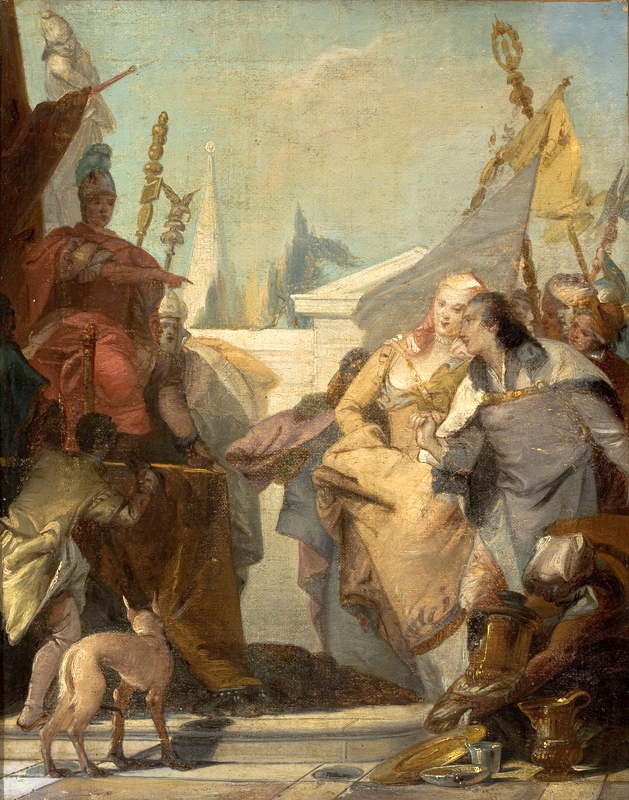
La Continence de Scipion (v. 1750), Museu de Arte de São Paulo, São Paulo.
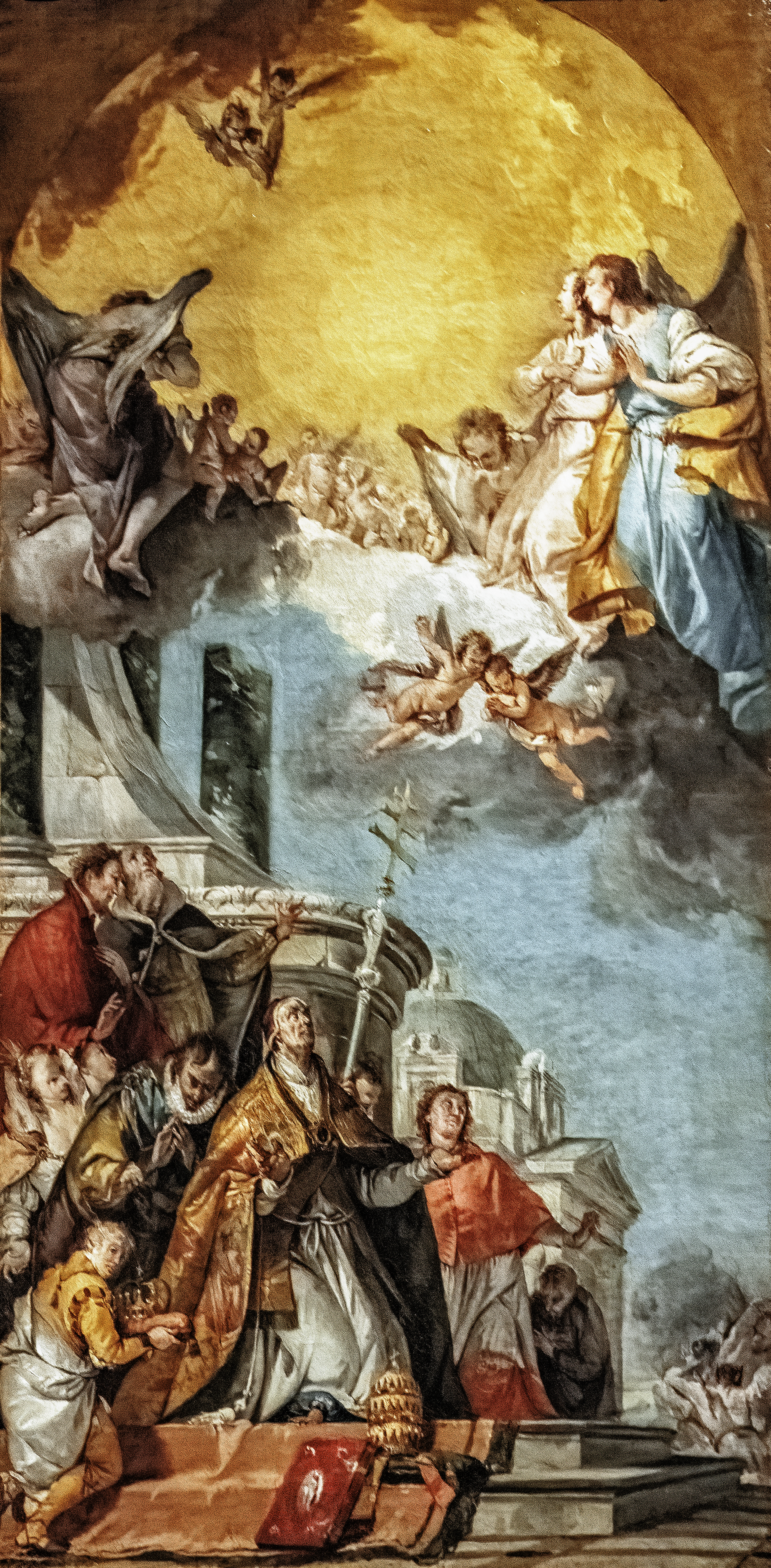
Le pape Benoît XI assiste à l'apothéose du Très Saint Nom de Marie, Trévise
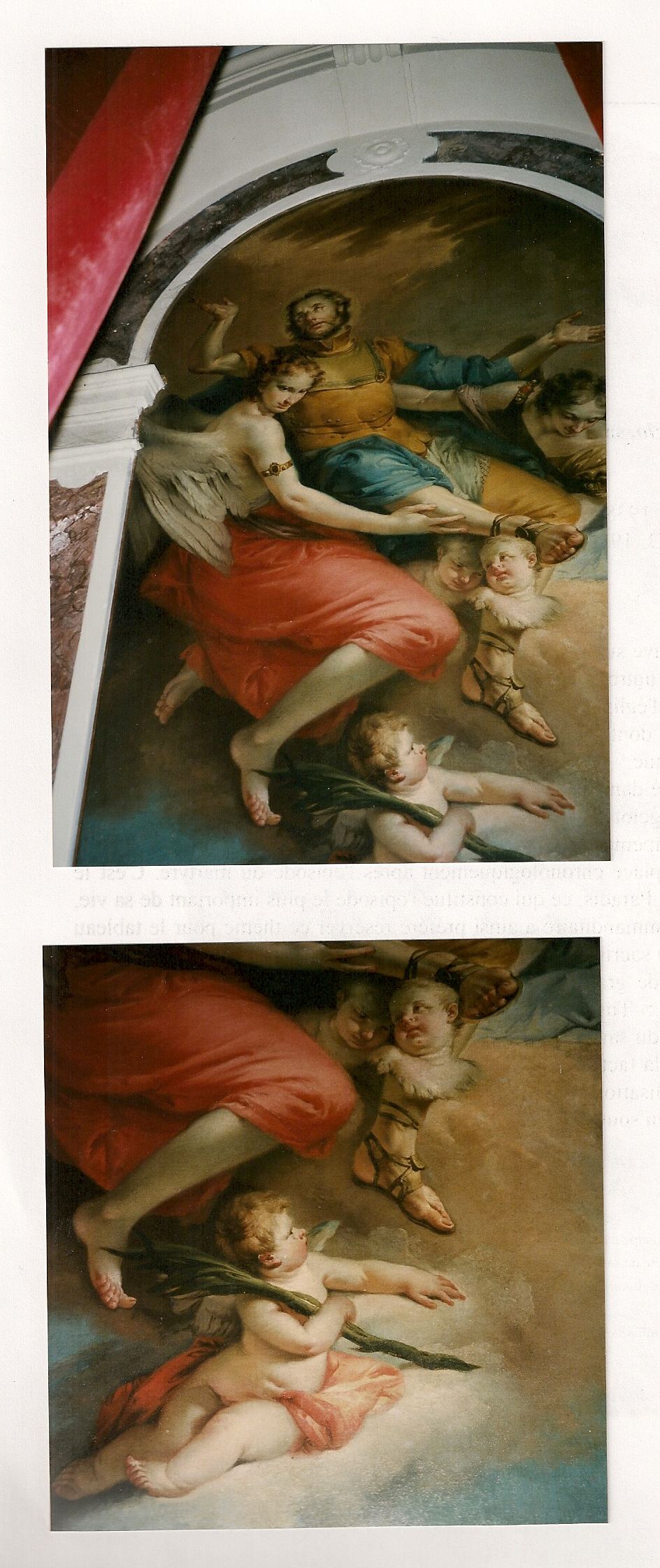
Apothéose de saint Maurice, Venise, sacristie de l'église San Maurizio, vers 1761.
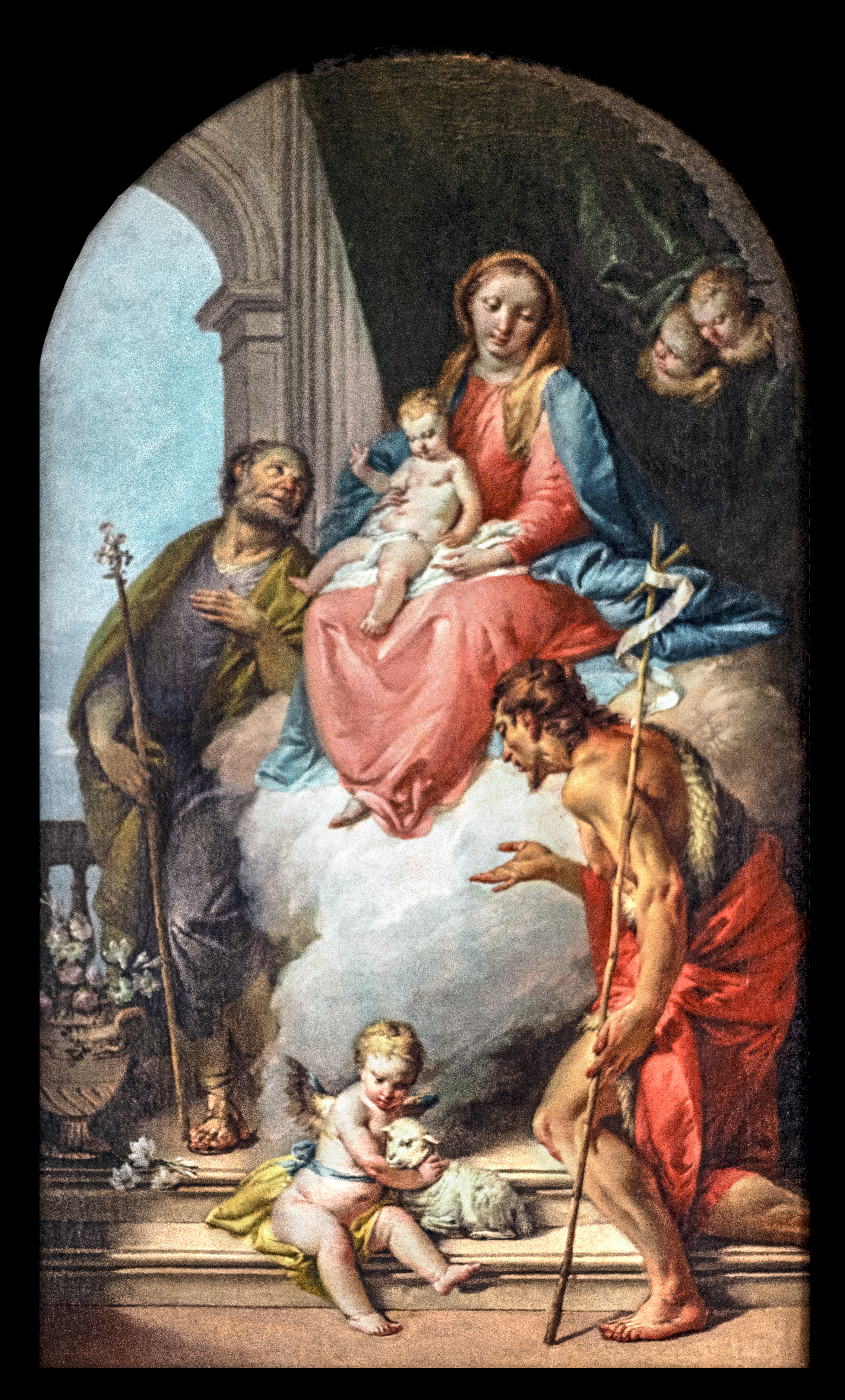
La sainte Famille et saint Jean-Baptiste Ca' Rezzonico, Venise
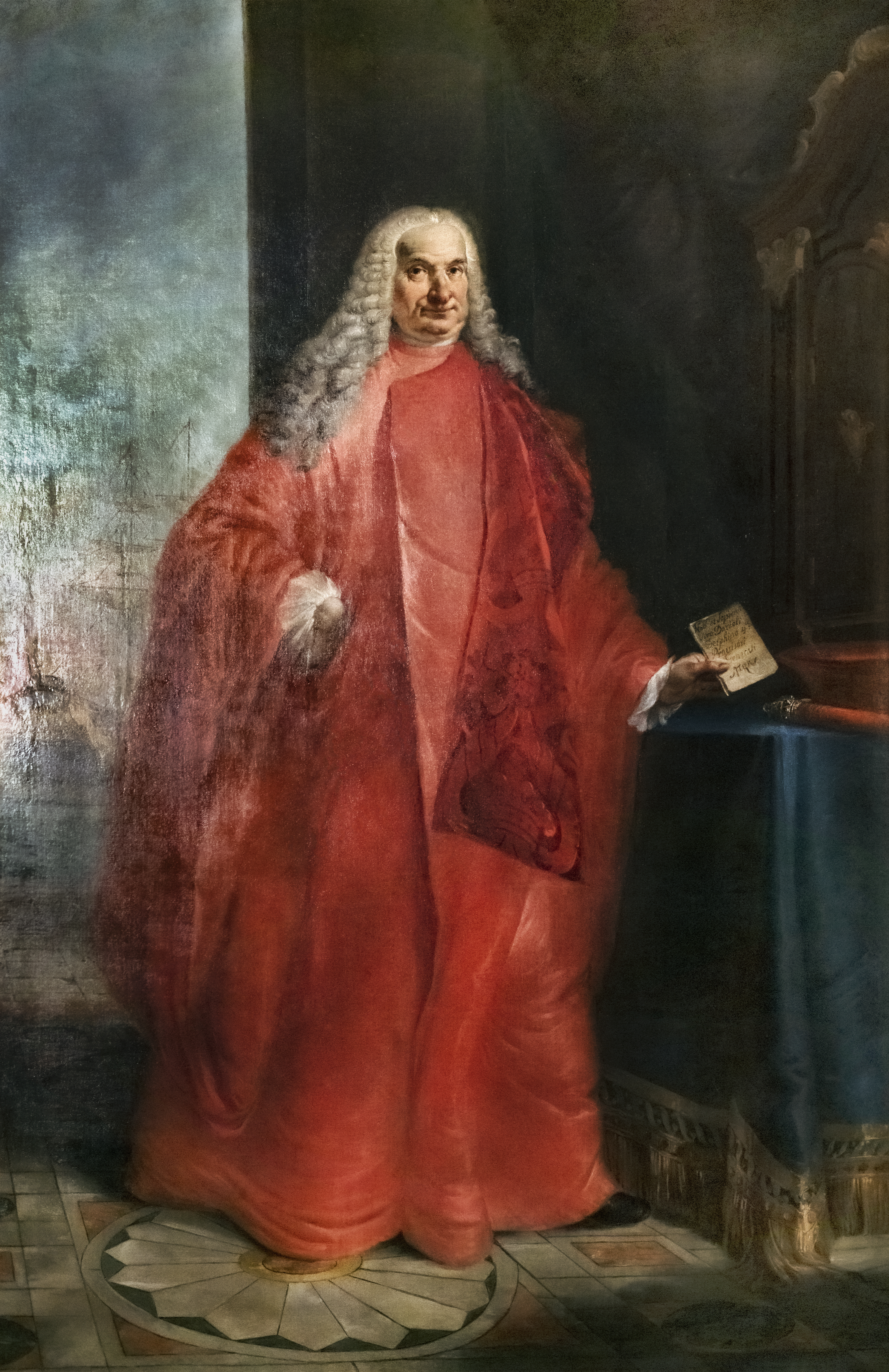
Procurator Daniele IV Dolfin  Pinacoteca Querini Stampalia Venise

### Œuvres de «vieillesse» (1766-1775)
- Repas de Nabal et Abigail, huile sur toile, 55 × 75 cm, musée du Settecento vénitien, Ca' Rezzonico de Venise, vers 1765-1770, en association avec Francesco Battaglioli.
- Débarquement de Marc-Antoine et de Cléopâtre et Le Bain de Betsabée, huiles sur toile, 57 × 73 cm, collection particulière, en association avec Francesco Battaglioli.
- fresques, Triomphe d'Apollon et de la Musique (plafond) et Scènes galantes sur les murs du Ridotto du Teatro Grande de Brescia.
- Portrait d'une dame, huile sur toile, 47 × 36 cm, Académie Carrare de Bergame.
- huit huiles sur toile, Capriccio, années 1765-1770, ancienne collection Italico Brass, Venise, en association avec Francesco Battaglioli.
- Jeune garçon à la flûte, huile sur toile, 38,7 × 30,5 cm, Trinity College, Hartford.
- La modiste, huile sur toile, High Museum of Art, Atlanta.
- La cantatrice (Anna Girò?), huile sur toile, 50 × 50 cm, pinacothèque de la Brera, Milan.
- Présentation au Temple, vers 1771, huile sur toile cintrée, 242 × 135 cm, sacristie de l'église San Giacomo dall'Orio, Venise.
- huiles sur toile de l'église Santo Spirito d'Udine, 1772.
- décoration du plafond de la grande salle du palais épiscopal de Murano (Venise), une Apothéose de saint Laurent Giustiniani'.
- ensemble important de fresques à l'église d'Istrana (près de Trévise), vers 1771-73.
- Adoration des Bergers, huile sur toile, 38 × 39 cm, ancienne collection Italico Brass à Venise.
- fresques du chœur de l'église de Scorzè (Vénétie)
- fresques des plafonds et murs de l'église San Biagio de Caltana (Vénétie), dernières œuvres du peintre.

## Galerie

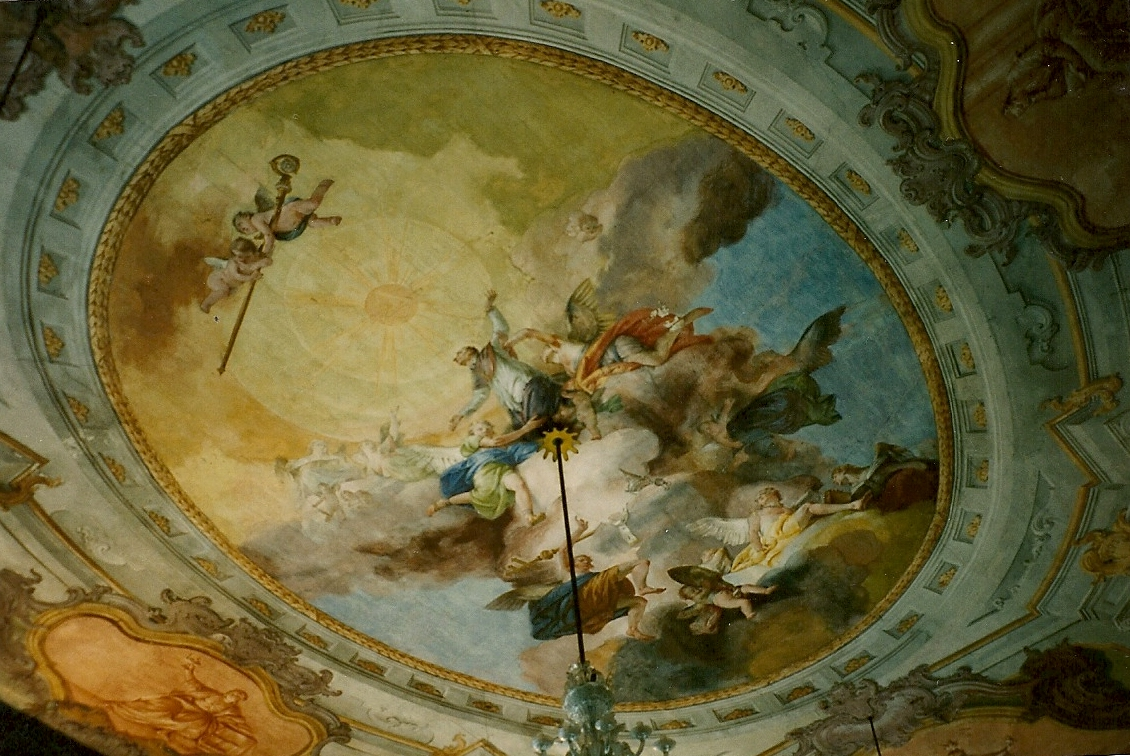
Apothéose de saint Laurent Giustiniani, fresque palais épiscopal Giustiniani Murano, vers 1773
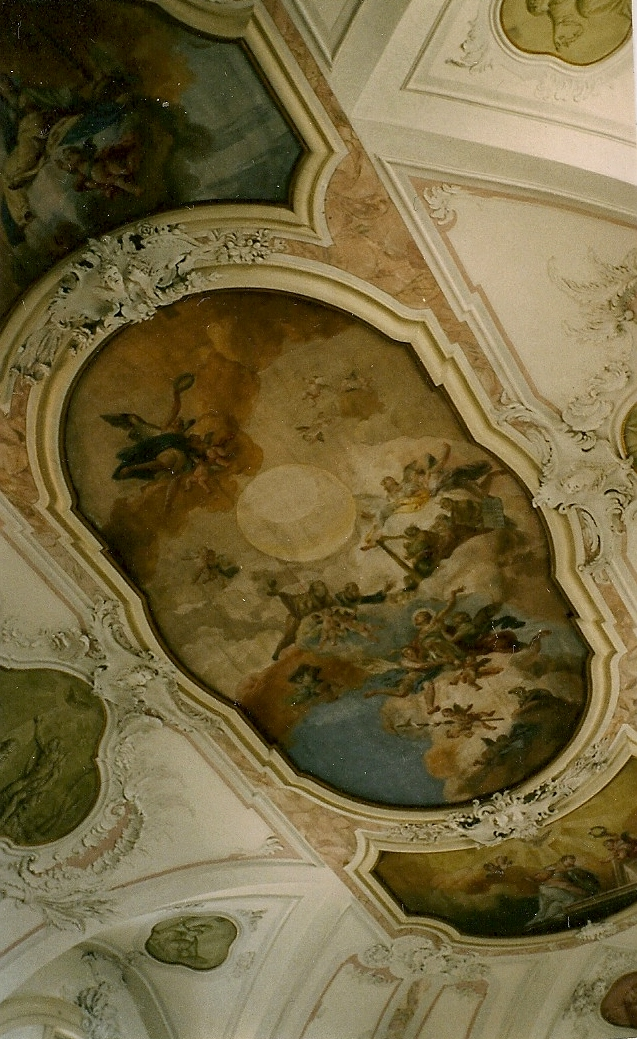
Fresques du plafond de la nef de l'église d'Istrana
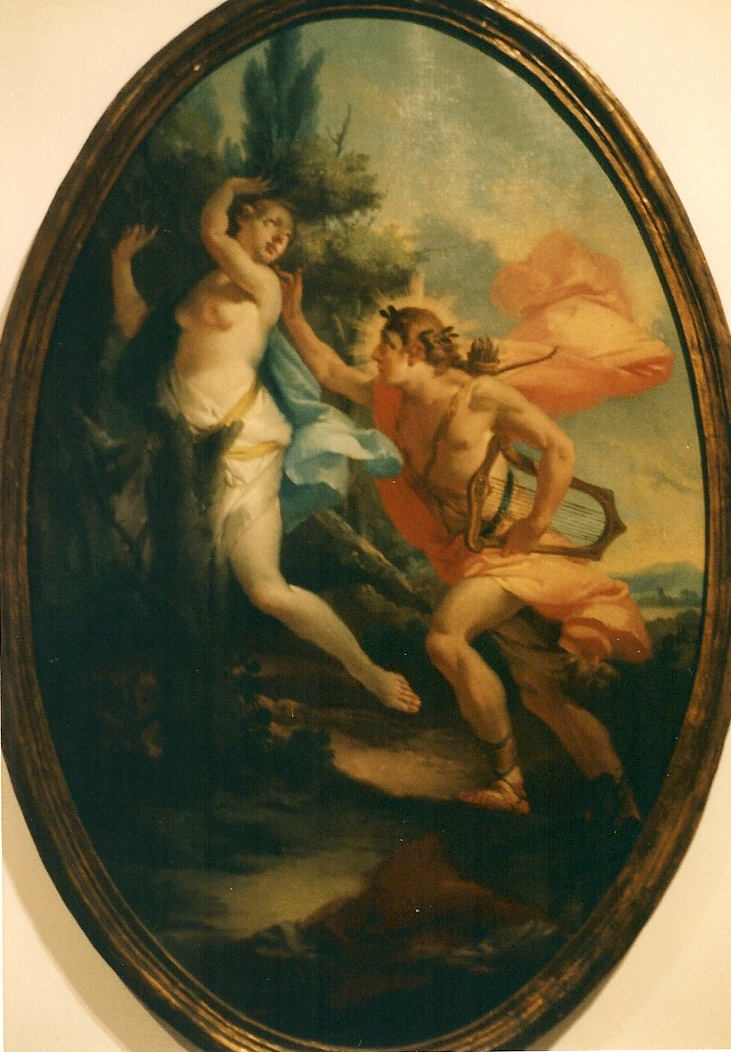
"Apollon et Daphné", huile sur toile, musées civiques de Padoue
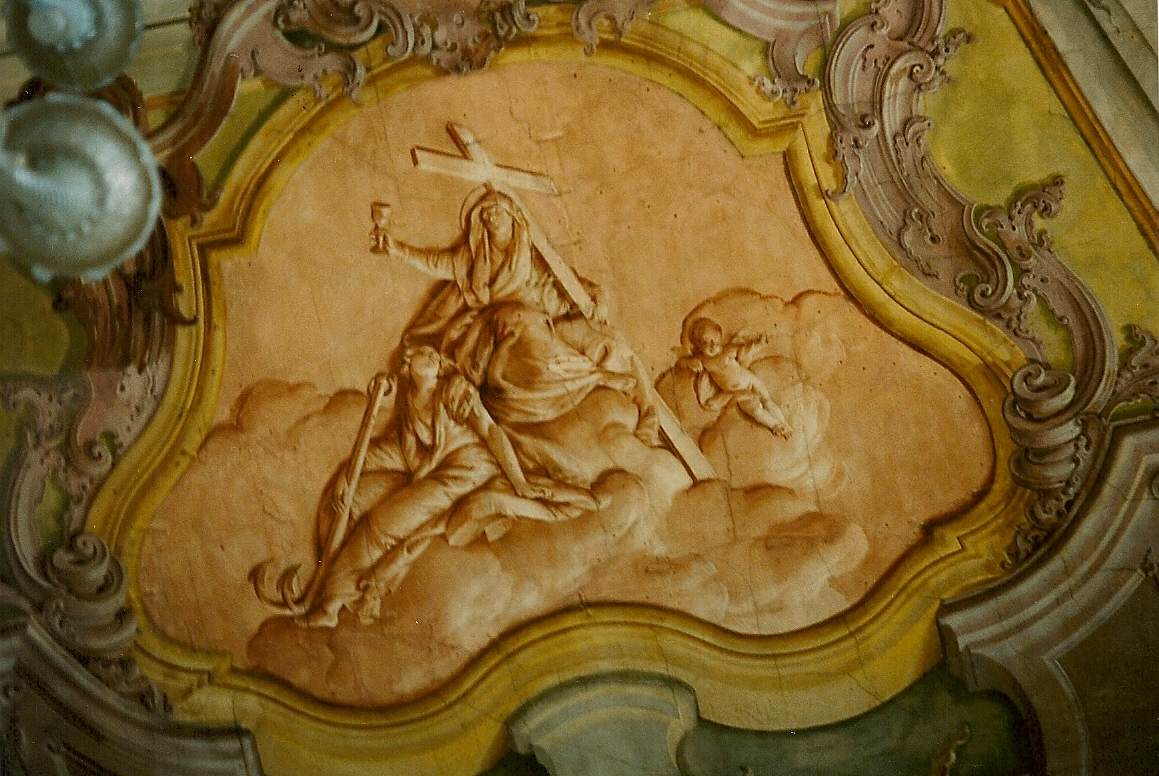
Allégorie de la Foi et de la Confiance (?)", fresque en camaïeu d'oranges, plafond de la grande salle du palais épiscopal "Giustiniani" de Murano
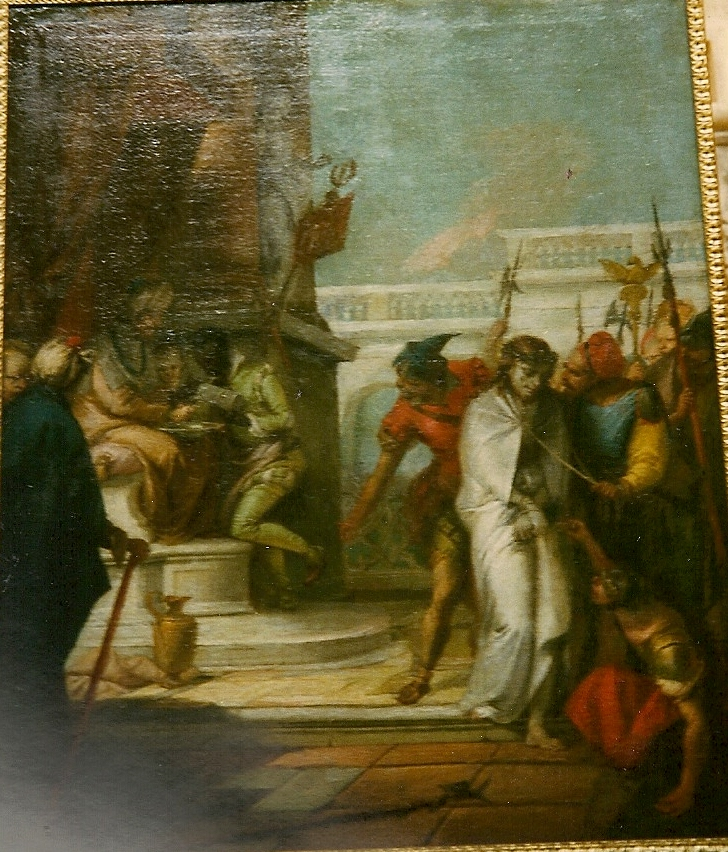
"Le Christ devant Pilate", huile sur toile, station I de la "Via Crucis", nef de l'église "Santa Maria del Giglio", Venise.
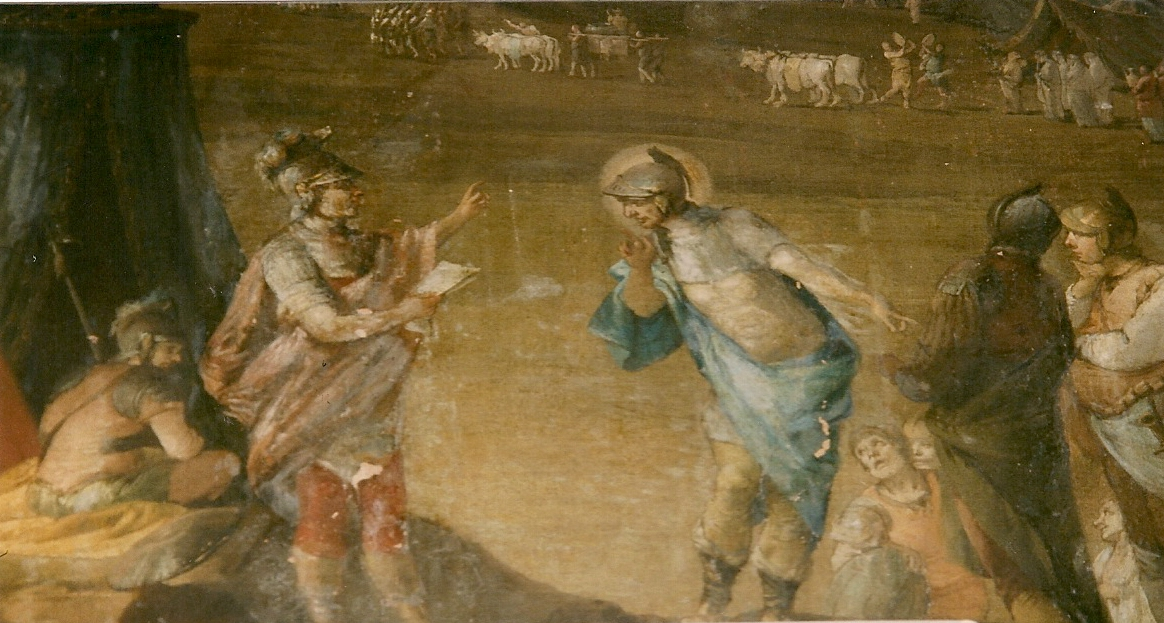
"Saint Maurice refusant de sacrifier aux dieux" (détail), sacristie de l'église "San Maurizio" de Venise
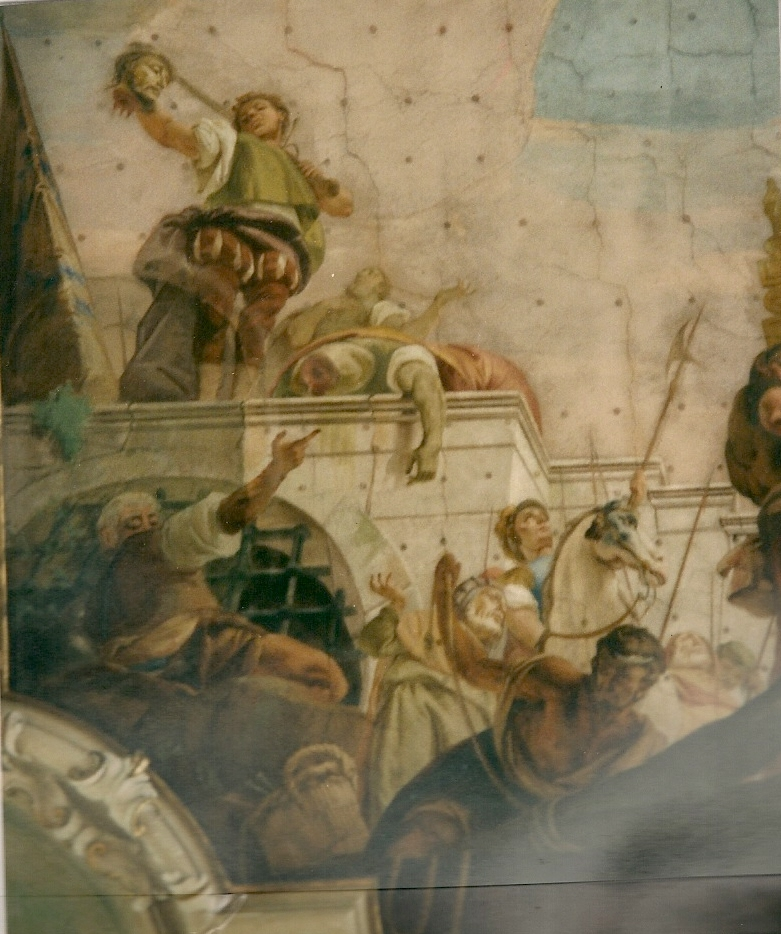
'Martyre des saints Pierre et Paul" (détail), fresque, église paroissiale de Fratta Polesine
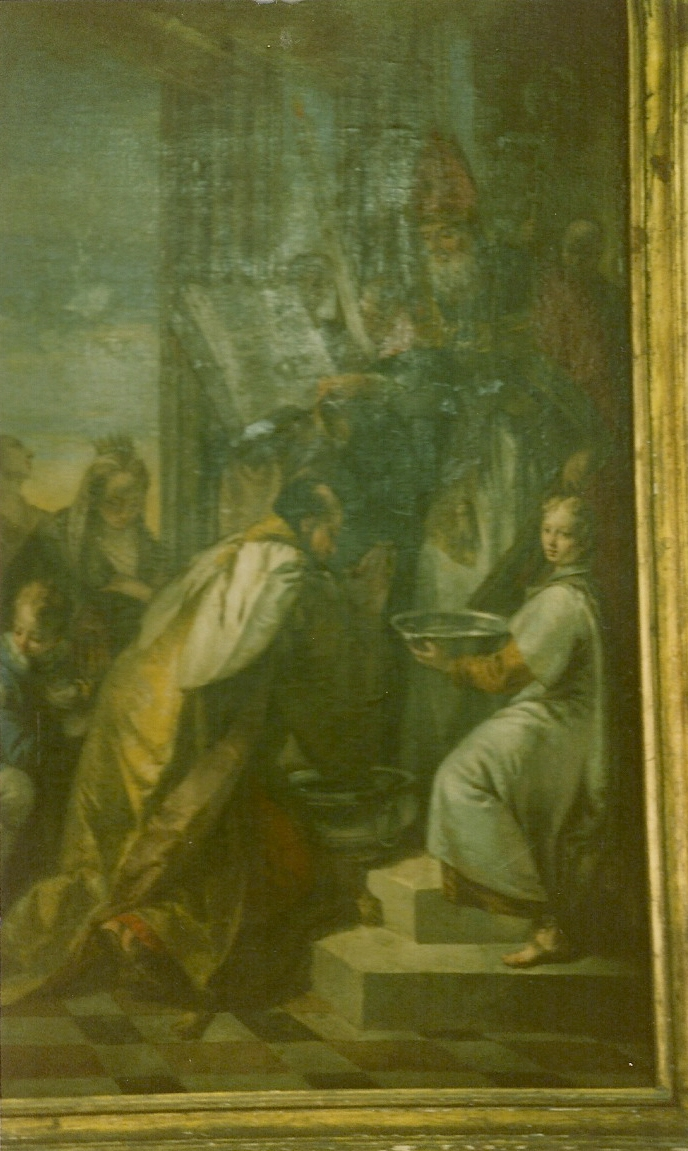
"Saint Grégoire baptisant le roi d'Arménie",détail, Venise, couvent de "San Lazzaro degli Armeni".
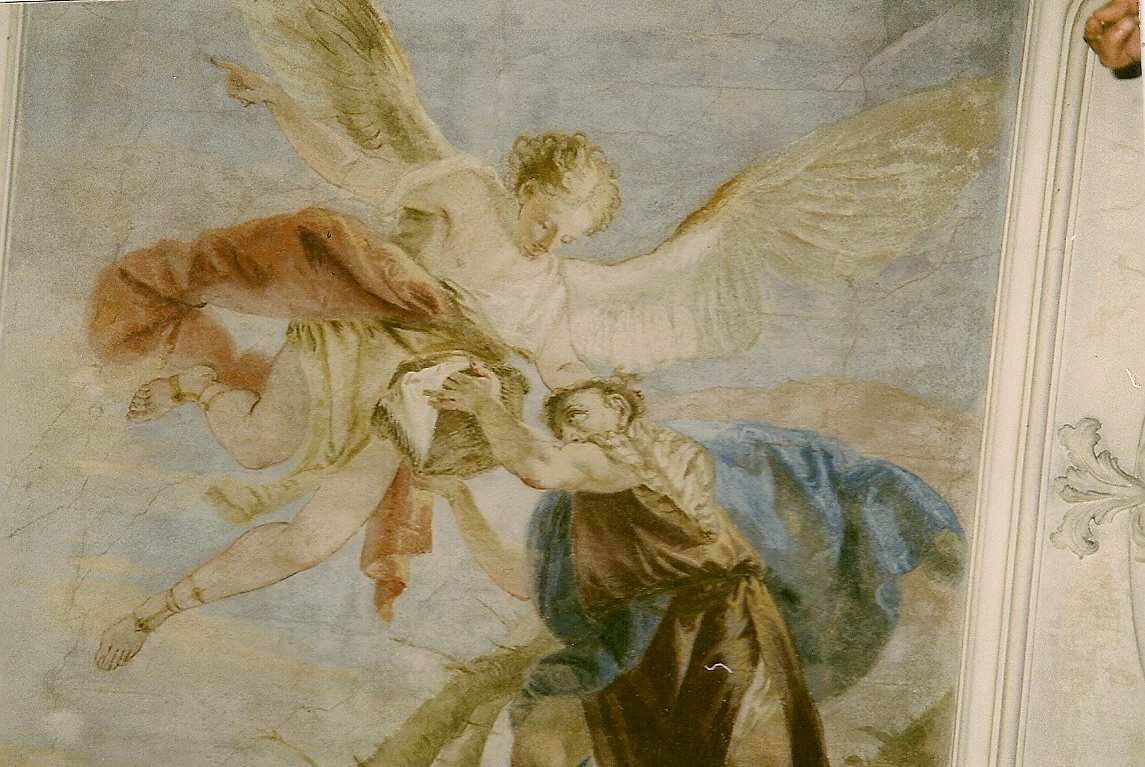
"Habacuc et saint Michel Archange", fresque, escalier de la bibliothèque du couvent de "San Lazzaro degli Armeni" de Venise.